# منطقه مانزینی
منطقه مانزینی (به لاتین: Manzini Region) یک منطقهٔ مسکونی در اسواتینی است. منطقه مانزینی ۴٬۰۹۳٫۵۹ کیلومتر مربع مساحت و ۳۵۵٬۹۴۵ نفر جمعیت دارد.